# 녹전초등학교 원천분교
녹전초등학교 원천분교는 대한민국 경상북도 안동시에 있는 공립 초등학교이다.

## 학교 연혁
- 1949년 10월 10일: 개교

## 참고 자료
- 녹전초등학교원천분교장 - 한국교육학술정보원 학교알리미